# ジョサイア・バージェス
ジョサイア・バージェス（Josiah Burgess、 1689年 - 1719年）は、イギリスの海賊。ニュープロビデンス島の海賊共和国の頭目の一人として知られる。トマス・バージェス、ジョゼフ・バージェス、ジョシアス・バージェスとも表記される。

## 略歴
バージェスは1716年9月にパナマの近海で4隻の船を率いていた 。ある時イギリス海軍の軍艦によって攻撃されるが、兵士たちが飲料水を集めている間に密かにボートを奪い逃走する。
1717年、バージェスはベンジャミン・ホーニゴールドやヘンリー・ジェニングスなどと並んでナッソーで有力な海賊の一人になっていた。9月、ジョージ1世から海賊恩赦に関する布告が発せられ、翌年にはイギリス海軍のフリゲート艦HMSフェニックスがカリブ海に向けて出航した。フェニックス号のピアース艦長はチャールズ・ヴェインの旗艦、ラーク号を捕らえる。これに対し、ホーニゴールドやバージェスなどの主だった海賊船長たちは「ヴェインが処刑されることを住民たちは恐れており」、王の慈悲によって釈放されれば、それは「恩赦を受け入れるために大きな意味を持つだろう」とピアースを説得し、結果的にヴェインやエドワード・イングランドなど14人の海賊を釈放させる。海賊たちは将来について話し合い、ホーニゴールドやバージェスなどの200人以上の海賊たちがフェニックス号に出頭して降伏した。その後、バージェスはスループ船プロビデンスでカロライナ植民地に出航し、当地でチャールズタウンを封鎖しに現れたエドワード・ティーチと出会う。2人はいくつかの商取引をしてから別れ、バージェスはジャマイカに向かった。
1718年7月、新たなバハマ総督ウッズ・ロジャーズがナッソーに着任し、バージェスは総督に投降する。ロジャーズはバージェスなどの恩赦を受けた元海賊船長たちに私掠船の指揮権を与え、島の防衛や交易に使った。さらにロジャーズはバージェスを市民軍の士官に任命し、海賊行為で摘発したジョン・オーガーの裁判においては裁判官に任命した。1719年、バージェスの船はアバコ島のグリーンタートルキーの岩礁に乗り上げて大破した。かつてジョン・オーガーの一味に加わり、その後ロジャーズから赦免を受けたジョージ・ラウンズヴィルという青年がバージェスを救おうと海に飛び込んだが、その甲斐なく2人とも死んだ。

## バージェスが登場する作品
- 「アサシン クリード IV ブラック フラッグ」ではナッソーの海賊として登場するが、後にホーニゴールドやジョン・コックラムと共にテンプル騎士団に寝返る。

## 参考資料
- デイヴィッド・コーディングリ(編)、増田義郎(監修)、増田義郎・竹内和世(訳)、『図説 海賊大全』2000年11月、東洋書林
- コリン・ウッダード(著)、大野晶子(訳)、『海賊共和国史 1696-1721年』2021年7月、パンローリング株式会社
- チャールズ・ジョンソン(著)、朝比奈一郎(訳)、『海賊列伝(上)』2012年2月、中公文庫
- チャールズ・ジョンソン(著)、朝比奈一郎(訳)、『海賊列伝(下)』2012年2月、中公文庫